# Door Door
Door Door (ドアドア?, Doa Doa) è un videogioco ideato da Koichi Nakamura e pubblicato nel 1983 da Enix per NEC PC-8801. Il gioco è stato convertito per varie piattaforme tra cui FM-7, MSX, Sharp X1 e Nintendo Entertainment System.

## Modalità di gioco
Nel platform, ispirato a BurgerTime e Donkey Kong, si controlla Chun che deve fuggire dagli alieni, intrappolandoli dietro le porte presenti nei vari livelli.